# Nova ekonomska politika
Nova ekonomska politika (NEP) je bila ekonomska politika Sovjetske zveze med letoma 1921 in 1928, ki je nadomestila predhodno politiko vojnega komunizma. Ključna značilnost NEP je bila legalizacija in ponovna vzpostavitev zasebnega sektorja ob ohranitvi državnega monopola v ključnih ekonomskih sektorjih  (npr. jeklarstvo in ostala težka industrija, prometna infrastruktura, pa tudi banke), dopuščanje tujih koncesionarjev ter spremenjeno agrarno politiko, ki je temeljila na naturalnem davku in blagovnem gospodarstvu).
NEP je bila uvedena na 10. partijskem kongresu, kjer je Lenin spremembo ekonomske politike argumentiral dvojno; kot ukrep pridobitve podpore sovjetske države med (večinskim) kmečkim prebivalstvom ter kot odgovor na obsežno vojno razdejanje kot posledice prve svetovne vojne in ruske državljanske vojne. Po Leninovi smrti se je NEP nadalje izvajala do leta 1928, ko jo je Stalin odpravil in jo nadomestil s centralističnim planskim modelom, temelječim na petletnih gospodarskih planih.

## Zgodovina

### Lenin
Izhodišča za NEP je Lenin podal na 10. partijskem kongresu leta 1921 [1] ter tekstu "Naturalni davek" iz istega leta, kjer je podrobneje obrazložil izhodišča NEP in argumente za njeno uvedbo. Kot zelo pomemben dejavnik je navedel nizko razvitost RSFSR tako z vidika ekonomskega obsega kot tudi samega ekonomskega sistema. 
Izpostavil je, da je v takratnem obdobju v RSFSR prevladovala obrtniška proizvodnja (tj. drobna buržoazija), državni kapitalizem pa še ni bil dokončno vzpostavljen, zato bi glede na takrat aktualno stanje prevlada državnega kapitalizma bil korak naprej pri gradnji temeljev za vzpostavitev socializma. Pomembni pomanjkljivosti v materialni podlagi za gradnjo socializma je videl v odsotnosti elektrifikacije (zanjo se je v tem obdobju vzpostavil desetletni plan za elektrifikacijo RSFSR) in mehanizacije kmetijstva, pa tudi nizko razvitost produkcijskih metod v industriji ter upravljanja.
Vojni komunizem, ki je vključeval tudi zaseganje pridelka kmetom, je Lenin označil kot ad hoc vzpostavljeno ekonomsko politiko kot odgovor na potrebe državljanske vojne. Za nadomestitev zasega žita z naturalnim davkom je Lenin uporabil tri argumente. Prvič, ker je za nadaljnji obstoj socialistične oblasti (še posebej zaradi neuspelih revolucij v tujini) ključno zavezništvo med proletariatom in kmeti, pri kmetih pa je zaseg žita vodil v nezadovoljstvo, zato je Lenin naturalni davek argumentiral kot ukrep za pridobitev podpore med kmeti. Drugič, ker bo s tem kmet dobil materialno vzpodbudo za razvoj produktivnih sil; naturalni davek je bil določen na osnovi obsega obdelovalnih površin, posledično pa je za kmeta dvig produktivnosti pomenil tudi dvig osebnega dohodka. Tretjič, ker je industrijska proizvodnja bila premalo razvita, da bi lahko ekonomski odnos med mestom in vasjo temeljil izključno na blagovni menjavi (zato tudi naturalni davek kot način pridobitve pridelka). Za podeželje je Lenin še dodatno poudaril, da se je od oktobrske revolucije dalje zaradi okrepitve srednjih kmetov drobno-buržoazna proizvodnja okrepila in da je to na podeželju prevladujoč način produkcije; v slednji je tudi videl nevarnost restavracije kapitalizma, NEP pa kot sredstvo integracije drobno-buržoazne blagovne produkcije v državni kapitalizem kot podlago za nadaljnjo gradnjo socializma.
Lenin NEP ni obravnaval kot socializem, ampak kot začasni umik v državni kapitalizem. Kot ključno posebnost in nujen pogoj za preživetje revolucije je navedel obstoj socialistične oblasti, zaradi katere kapitalistični elementi sčasoma izgubljajo svoj vpliv in zaradi katere je NEP res zgolj začasen ukrep. Kljub temu pa je Lenin predvidel krepitev kapitalističnih razrednih antagonizmov tako v zasebni sferi (vključno s podeželjem) kot v državnih obratih, ker so ti ravno tako delovali na kapitalističnih odnosih (npr. raba mezdnega dela in profit kot smoter produkcije). Istočasno je izpostavil, da obstoj kapitalistične privatne lastnine pomeni izkoriščanje delavskega razreda; tudi za kapitaliste, ki so bili pripravljeni delovati pod pogoji NEP, je opozoril, da še vedno delujejo po zakonitostih kapitalističnega načina produkcije (profit kot smoter produkcije in presežna vrednost (izkoriščanje delovne sile) kot vir profita). Za tuje koncesionarje je izpostavil, da ti ravno tako gledajo izključno na svoje interese, takšno poslovno razmerje pa je označil za izkoriščevalsko. Obstoj tujih investicij je Lenin argumentiral, da so s tem v RSFSR prišla posodobljena produkcijska sredstva, ki bodo po poteku koncesijske pogodbe postala družbena lastnina; presežno vrednost, ki si jo v tem obdobju prisvoji koncesionar, je Lenin označil za "ceno napredka" in ocenil, da je dolgoročno zaradi modernizacije proizvodnje upravičen kompromis.  
Pomembno vlogo inercije nasproti krepitvi kapitalističnih razrednih struktur in antagonizmov ter varovanja interesov delavcev je Lenin videl v delovanju sindikatov, ki pa so izgubili vlogo soupravljanja in postopnega prevzema upravljanja s produkcijskimi sredstvi, ki je bila zmanjšana na svetovalno vlogo; so pa obdržali vlogo najpomembnejšega stika partije z delavskimi množicami, tehničnega izobraževanja delavcev, pa tudi iskanja in promoviranja perspektivnih kadrov iz delavskih vrst.

### Stalin
Po Leninovi smrti je navkljub delni prepovedi frakcij na 10. partijskem kongresu (frakcije so lahko obstajale pod pogojem, da niso nastopale kot platforma na partijskih kongresih in so sledile načelom demokratičnega centralizma) sledilo obdobje frakcijskih sporov med Levo opozicijo (pod vodstvom Leva Trockega), Desne opozicije (pod vodstvom Nikolaja Buharina) in tako imenovanega triumvirata Josipa Stalina, Leva Kameneva in Grigorija Zinovjeva. Leva opozicija je NEP nasprotovala, jo označila za kapitalizem in zahtevala kolektivizacijo na podeželju ter industrializacijo dežele. Desna opozicija in triumvirat so NEP podpirali kot napredovanje v smeri socializma.
Stalin je na več točkah pomembno odstopal od Leninovega pojmovanja NEP. Stalin je državni sektor označil socialistični ekonomski sektor, ključni pristop za uveljavitev socializma pa je videl v širitvi in dokončni prevladi socialističnega sektorja nasproti privatnemu sektorju; ta je prevladoval predvsem na podeželju in trgovini na drobno, pa tudi obrtništvu. Stalin je, tako kot Lenin, vojni komunizem označil za improviziran odgovor na silo okoliščin; za razliko od Lenina pa NEP ni označil za začasni umik, ampak korak naprej glede na vojni komunizem in korak naprej v gradnji socializma [6]. Pomembna sprememba je bila tudi v obravnavanju agrarnega vprašanja, kjer cilj v obdobju NEP ni bil kolektivizacija, temveč krepitev srednjih kmetov iz vrst revnih kmetov; temeljna mehanizma za marginalizacijo kulakov sta ostala progresivna obdavčitev in zmanjševanje njihovega tržnega delež v prid srednjih kmetov. NEP se je tako uveljavljala preko tržnih mehanizmov in njihovo regulacijo (vključno z davčno politiko), zanašala pa se je tudi na nesorazmerno hitrejšo rast državnega sektorja (ter njegovo širitev v gospodarske panoge, kjer je še prevladoval zasebni sektor) glede na zasebni sektor (zaradi višje stopnje koncentracije kapitala; v državnem sektorju je prevladovala velika industrija, v zasebnem sektorju pa je bilo številčno obrtništvo oziroma je stopnja koncentracija kapitala nasploh bila nižja). 
Od leta 1925 do ukinitve NEP je Stalin vzdrževal pozicijo, da kulaki sicer še obstajajo, ampak da ne predstavljajo resne grožnje in da zaradi krepitve srednjih kmetov izgubljajo na vplivu; ravno tako je za preostali zasebni sektor ocenil, da z izgubljanjem tržnega deleža in krepitvijo državnega ("socialističnega") izgublja na pomenu . Stališče je spremenil z ukinitvijo NEP leta 1928, kjer je kot vzrok tako imenovane žitne krize navedel špekulacijo kulakov in dela srednjih kmetov. V obdobju prve petletke (do leta 1934; odpravo razrednih antagonizmov znotraj ZSSR je razglasil leta 1938) je Stalin nadalje kot enega izmed razlogov za težave pri kolektivizaciji in izvajanju plana (npr. v obdobju sovjetske lakote 1932-1933) navedel sabotažo razrednih sovražnikov, kamor je štel tudi kulake.

## Politični pomen
Nova ekonomska politika je ob uvedbi in nadaljnjem izvajanju, pa tudi v prihodnjih desetletjih, sprožila vrsto polemik o definiciji in aplikaciji socialistične ekonomije, kar je imelo pomembne posledice pri dojemanju socializma kot takega, kasneje pa tudi komunizma.
Prva pomembna polemika je bila že definicija značaja NEP oziroma vprašanje, ali je ta zgolj državni kapitalizem z več posebnimi dejavniki (npr. obstojem socialistične oblasti) ali pa se je že v okviru NEP izoblikoval socialistični ekonomski sistem. Lenin je NEP označil za začasni umik v državni kapitalizem, pod katerim naj bi se razvila materialna baza za izgradnjo socializma. Sicer je zaradi značilnosti kapitalističnega načina produkcije, ki je veljala tudi za obrate v državni lasti, predvidel eskalacijo razrednih antagonizmov, kljub temu pa je Lenin ocenjeval, da takšna oblika državnega kapitalizma zaradi stalne čuječnosti socialistične države, povečevanja njenega ekonomskega vpliva, pa tudi podpore partije med delavci, ni ogrožala obstoja države. Po Leninovi smrti je Leva opozicija nadaljevanje NEP videla kot neupravičeno dopuščanje nadaljnjega obstoja kapitalizma. Nadežda Krupska, ki sicer ni podpirala Leve opozicije, je NEP smatrala za državni kapitalizem, iz katerega se lahko v bodočnosti razvije socializem. Stalin in Desna opozicija so že pod NEP državni sektor označili za socialistični sektor, hkrati pa je Stalin NEP označil za korak naprej v gradnji socializma, tudi glede na vojni komunizem; z zagovarjanjem takšnega stališča tudi v Kominterni ter z njeno centralistično strukturo in vodilno vlogo ZSSR pa je NEP postala zgled tranzicije v socializem tudi za komunistične partije v kapitalističnih deželah.
NEP je zgodovinsko dobila nezanemarljivo vlogo v sovjetskih ekonomskih reformah v 60. letih. V tako imenovani ekonomski debati, ki je sledila Kosiginovim reformam leta 1965, se je liberalna struja pri zagovarjanju tržnih elementov sklicevala na Leninove citate iz obdobja NEP. Takšen primer je Aleksej Kosigin, ki je argument za uvedbo dobičkonosti posameznega obrata kot pomembnega parametra njegove uspešnosti (in produktivnosti dela) podkrepil z Leninovim (nepopolnim) citatom iz obdobja NEP , da mora zaradi prevlade blagovne produkcije (in posledično konkurence) tudi vsak državni obrat stremeti k zmožnosti samostojne (tj. brez pomoči državnih subvencij) dobičkonosnosti. Na Leninove citate iz obdobja NEP se je pri argumentaciji politike uskorenje ("pospešitve") ter nato tudi perestrojke skliceval zadnji generalni sekretar KPSZ Mihail Gorbačov.